# Ngựa lùn Gotland
Ngựa Gotland, còn được gọi với cái tên khác là ngựa Gotland Nga là một giống ngựa Thụy Điển cũ. Ngựa lùn Gotland được cho là có nguồn góc từ Tarpans, sống trên hòn đảo nhỏ của Gotland, nằm trên bờ biển Đông Nam Thụy Điển ngay sau kỷ băng hà cuối cùng. Ngựa Gotland là giống ngựa duy nhất có nguồn gốc từ Thụy Điển. Giống ngựa Öland có nguồn gốc đảo lân cận là một họ hàng gần gũi của Gotland, nhưng đã tuyệt chủng vào đầu thế kỷ 20.
Vào đầu thế kỷ 19, ngựa lùn Gotland vẫn có phạm vi tự do trên đảo, nhưng do khai thác và tăng hoạt động nông nghiệp, số lượng ngựa đã bắt đầu giảm đáng kể. Ngựa lùn giống này cũng được xuất khẩu sang lục địa châu Âu, và đến năm 1870 có tới 200 con được bán ra mỗi năm. Chúng được vận chuyển đến tận Anh và Bỉ, nơi chúng được sử dụng trong các mỏ than. Sự tuyệt chủng của giống ngựa này đã không xảy ra khi một tổ chức xã hội bảo vệ giống được thành lập ở Thụy Điển mang tên "Svenska Russavelsföreningen".
Cuốn sách về giống đầu tiên được bắt đầu vào năm 1880, tiền thân của một cuốn sách chính thức cho ngựa giống Gotland được xuất bản ở Thụy Điển vào năm 1943. Để cải thiện giống ngựa, hai con ngựa giống ngựa xứ Wales cũng được chấp nhận bao gồm trong đó: Reber General và Criban Daniel. Các phả hệ đã được đóng cửa vào năm 1971 sau đó chỉ đăng ký ngựa Gotland đã được chấp nhận.
Ngày nay, chúng được nuôi chủ yếu ở Thụy Điển, Đan Mạch, Phần Lan, Na Uy và Bắc Mỹ.